# ここ・らじ
ここ・らじは、NBCラジオ佐賀で、2013年4月から2018年3月まで放送されていたラジオ番組。放送時間は毎週月曜～金曜9:00～11:50。

## 概要
『おはこんラジオ』の後継番組。番組タイトルはNBC佐賀の55周年のキャッチコピー「こころに聞くラジオ」から来ている。番組パーソナリティーは2016年度まで2人体制だったが2017年度より月曜から水曜は1人、木曜と金曜は2人体制に変更されて曜日によってタイトルがつけられた。
2018年3月30日をもって終了。後番組は月曜から水曜はNBCラジオの「あさかラ!」をネット、木曜と金曜は自社制作で「ただいま、ラジオ。」を放送する。

## パーソナリティ
月曜「ジャーナル」
- 渕上史貴

火曜「ローカル」
- よしのがり牟田

水曜「ウーマン」
- 阿部かおり

木曜「ライフ」
- ヒーマン
- 徳永陽子

金曜「ヴィセオ」
- 德丸英器
- 青木理奈